# 五日市憲法
五日市憲法（いつかいちけんぽう）は、明治時代初期に民間で創作され、1968年（昭和43年）に発見された私擬憲法の一つである。
東京経済大学の色川大吉ゼミ受講生であった新井勝紘によって、東京都西多摩郡五日市町（現：あきる野市）にある深沢家の土蔵から発見されたため、この名で呼ばれる。本文は「日本帝国憲法」の題で書き始められている。

## 概略
1874年（明治7年）、板垣退助が『民撰議院設立建白書』を提出し、国会の開設を提案した。1880年（明治13年）、自由民権運動は愛国社を中心に全国的な盛り上がりを見せ、第一回国会期成同盟が開かれた。その中で、国会で話し合うための憲法草案を各結社で作成する事が決定した。
1881年（明治14年）、当時は神奈川県に属した五日市町で、私擬憲法という形で五日市憲法が作成される。五日市学芸講談会のメンバーの一人である千葉卓三郎が起草したとされる。
同年、国会開設の詔が出され、明治天皇の名の下に欽定憲法を制定することが示され、私擬憲法が議論の対象になることはなくなった。
五日市憲法草案は全204条からなり、45条では「日本国民ハ各自ノ権利自由ヲ達ス可シ他ヨリ妨害ス可ラス且国法之ヲ保護ス可シ」と自由権の規定がなされており、平等の権利、出版・表現の自由、信教の自由、結社・集会の自由などが条文として続いている。150条では基本的人権について触れ、国民の権利保障に重きを置いている。他にも国事犯（政治犯）に死刑は宣告されない権利、教育権、義務教育、自治権の絶対的不可侵規定等が盛り込まれており、当時としては画期的な内容である。この草案は、五日市に当時住んでいた農民の学習発表をまとめたものである。『五日市憲法』は東京都の有形文化財（古文書）に、深沢家屋敷跡（土蔵などが残る）は史跡に指定されている。前者は東京経済大学に保管されていたが、のちに、あきる野市の中央図書館に移管された。
五日市憲法草案の大きな特徴として、国民の権利を重点に置いているのと同時に、実際に制定された『大日本帝国憲法』に似た、更に強大な天皇大権が挙げられる。その権限は議会よりも強いと定められ、軍隊の統帥権を始め、35条には「国帝ハ、国会ニ議セズ特権ヲ以テ決定シ、外国トノ諸般ノ国約ヲ為ス」、38条では、「国帝ハ、国会ヨリ上奏シタル起議ヲ允否（いんぴ）ス」とあり、国会に諮ることなく条約を締結できたり、議会の議決に対して拒否権を行使できる規定がある。さらに、27条では「国帝ハ特命ヲ以テ既定宣告ノ刑事裁判ヲ破毀シ何レノ裁判庁ニモ之ヲ移シテ覆審セシムルノ権アリ」と、天皇の命令によって刑事裁判のやり直しができるなど、司法の独立が不十分であり、第一篇の天皇大権の規定と第二篇の国民の権利保障には矛盾が存在し、「進んだ人権保障、遅れた政治機構」と評されることもある。